# Широчанский сельский совет
Широчанский сельский совет (укр. Широчанська сільська рада) — входит в состав
Солонянского района
Днепропетровской области
Украины.
Административный центр сельского совета находится в 
с. Широкое.

## Населённые пункты совета
- с. Широкое
- с. Вишнёвое
- с. Тритузное
- с. Шестиполье